# Kavandi
Kavandi (Duits: Kawandi) is een plaats in de Estlandse gemeente Saaremaa, provincie Saaremaa. De plaats heeft de status van dorp (Estisch: küla).
Tot in oktober 2017 lag de plaats in de gemeente Orissaare. In die maand ging Orissaare op in de fusiegemeente Saaremaa.

## Bevolking
Het dorp had 15 inwoners op 31 december 2011 en 20 inwoners op 31 december 2021.

## Geschiedenis
Kavandi werd voor het eerst genoemd in 1645 onder de naam Kawande Külla als nederzetting op het landgoed van Maasi.